# Iona (banda)
Iona é uma banda britânica de rock progressivo cristã, formada pela vocalista Joanne Hogg e pelos multi-instrumentalistas David Fitzgerald e Dave Bainbridge.

## História
Em 1990, na época do lançamento do primeiro álbum do Iona, auto intitulado, o baterista Terl Bryant, o baixista Nick Beggs (anteriormente em Kajagoogoo), a harpista Fiona Davidson, Peter Whitfield nas cordas, Troy Donockley no gaita-de-fole e o percussionista Frank Van Essen entraram na banda. Esse álbum concentrava grande parte da história da ilha de Iona, de onde surgiu o nome da banda.
A banda lançou em 1992 The Book of Kells, um álbum conceitual com várias faixas baseadas nas páginas do livro de mesmo nome. Fitzgerald deixou a banda para graduar-se em música. O terceiro álbum, Beyond These Shores, foi lançado em 1993 e contava com a participação do músico convidado Robert Fripp. Terl Bryant assumiu a bateria e a percussão da banda após a saída de Frank Van Essen. O álbum foi baseado na viagem de São Brandão para as Américas antes de Cristóvão Colombo.
Journey into the Morn foi lançado em 1996, com um som mais acessível e orientado ao rock, baseado no hino cristão Be Thou My Vision, apresentado em gaélico no início e novamente no final. Máire Brennan, vocalista líder da banda de new age Clannad, participou do projeto para ajudar Joanne com a pronúnica gaélica do álbum, ajudando também no backing vocal.
No final dos anos 1990 foram lançados dois álbuns ao vivo: o álbum duplo Heaven's Bright Sun e Woven Cord, este último em conjunto com a All Souls Orchestra. Terl Bryant deixou a banda entre os dois álbuns, e Frank Van Essen voltou à banda, tocando bateria assim como violino, como pode ser ouvido no álbum Open Sky, lançado em 2000.
Após o final de seu contrato com a ForeFront Records nos Estados Unidos e com a Alliance Records no Reino Unido, a banda lançou a Open Sky Records para lançar materiais independentemente. O primeiro lançamento da nova fase foi a compilação de 2002 The River Flows, que contava com os três primeiros álbuns remasterizados e álgumas trilhas do primeiro álbum regravadas, assim como um quarto álbum de faixas não lançadas anteriormente, chamado Dunes. Os três primeiros álbuns também foram relançados individualmente, com novas capas.
O grupo esteve fora da mídia durante boa parte da década de 2000, trabalhando em novos projetos musicais. O álbum duplo e ao vivo Iona: Live in London foi lançado no final de abril de 2006.
Em 2010 a Banda retorna ao estúdio e lança um novo álbum duplo com composições inéditas e título "Another Realm" em 2011. No disco o músico Martin Nolan substitui Troy Donockley, que deixou a banda em 2009 para perseguir projetos pessoais. No mesmo ano de 2010 a banda realizou uma turnê nos EUA.

## Integrantes
Os integrantes destacados pertenceram a formação original da banda.

### Formação atual
- Joanne Hogg - vocal, teclado e violão (desde 1990)
- Dave Bainbridge - guitarra (desde 1990)
- Martin Nolan - gaita-de-fole, apito, flauta, guitarra, entre outros (desde 2009)
- Frank Van Essen - bateria, percussão e violino (1990-1993; desde 199x)
- Phil Barker - baixo

### Ex-integrantes
- Dave Fitzgerald (1990-1992)
- Nick Beggs (1990-)
- Terl Bryant (1990-199x)
- Fiona Davidson (1990-)
- Peter Whitfield (1990-)

## Discografia

### Álbuns de estúdio
- Iona (1988)
- The Book Of Kells (1992)
- Beyond These Shores (1993)
- Journey Into The Morn (1996)
- Open Sky (2000)
- The Circling Hour (2006)
- Another Realm (2011)

### Álbuns ao vivo
- Heaven's Bright Sun (1997)
- Woven Cord (1999 - com a presença da All Souls Orchestra)
- Live In London (2008)
- Edge of the World - Live In Europe (2013)

### Compilações
- The River Flows: Anthology (2002 - conjunto de quatro CDs)

## Videografia

### DVDs
- Iona, (2004) gravações do início da carreira
- Live In London (2006)